# Anna Koltovskaïa
Anna Ivanovna Koltovskaïa (en russe : Анна Ивановна Колтовская), selon certains, Anna Alekseïevna, tsarine de Russie, date de naissance inconnue, morte le 5 avril 1626 à Tikhvine, est la quatrième épouse du tsar Ivan IV de Russie, dit le Terrible.

## Biographie
Anna Koltovskaïa est la fille d'un courtisan, Ivan Koltovski. Elle épouse Ivan IV le 28 avril 1572. Il l'accuse de complot, obtient l'annulation de leur mariage en 1574 et l'envoie au monastère Tikhvine où elle prend le voile sous le nom de sœur Daria. En représailles, Ivan IV fait tuer sa famille. Elle meurt en 1626 et est inhumée au couvent de Tikhvine.